# Kabaka
Kabaka – tradycyjny tytuł władców Bugandy, odpowiednik króla.
Władcy Bugandy noszący tytuł kabaki pełnili funkcje głowy państwa, dowódcy armii i najwyższego sędziego. Kabaka był formalnym właścicielem całej ziemi, stanowił świadczenia na rzecz dworu i państwa oraz mianował urzędników.
Według tradycji ustnej, pierwszym kabaką był Kintu – przywódca grupy migrantów Bantu, którzy w XIV w. przybyli na tereny Bugandy. Według innych źródeł pierwszym kabaką został książę Kimera w XV w.
Tytuł został zniesiony w 1967 roku po uzyskaniu niepodległości przez Ugandę w 1962 roku i zniesieniu przez Miltona Obote (1924–2005) autonomii królestw wchodzących w skład państwa w 1967 roku. Tytuł kabaki został przywrócony w 1993 roku przez prezydenta Yoweriego Museveniego, który przywrócił królestwa ugandyjskie, jednak nie wiążą się z nim żadne funkcje państwowe, a jedynie funkcje ceremonialne i religijne. Kabaka jest głową wszystkich klanów – Ssabataką i przywódcą duchowym 7,5 miliona Gandów.
W 1993 roku, Ronald Mutebi, syn ostatniego kabaki Edwarda Mutesy (1924–1969), został koronowany na 36. kabakę, przyjmując imię Mutebi II.